# Phạm Duy
Phạm Duy (5. října 1921 Hanoj – 27. ledna 2013 Ho Či Minovo Město) byl vietnamský hudební skladatel.

## Dílo

### Písně
- Tình ca
- Tình hoài hương
- Em bé quê
- Trường ca Con đường cái quan
- Trường ca Mẹ Việt Nam
- Kiều ca
- Bên ni bên nớ
- Ngày xưa Hoàng Thị